# فرانك هايس
فرانك هايس (بالإنجليزية: Frank Heiss)‏ هو منتج أسطوانات وملحن أمريكي، ولد في 24 يوليو 1971، وتوفي في 15 أبريل 2018.

## وصلات خارجية
- الموقع الرسمي